# 非常灯

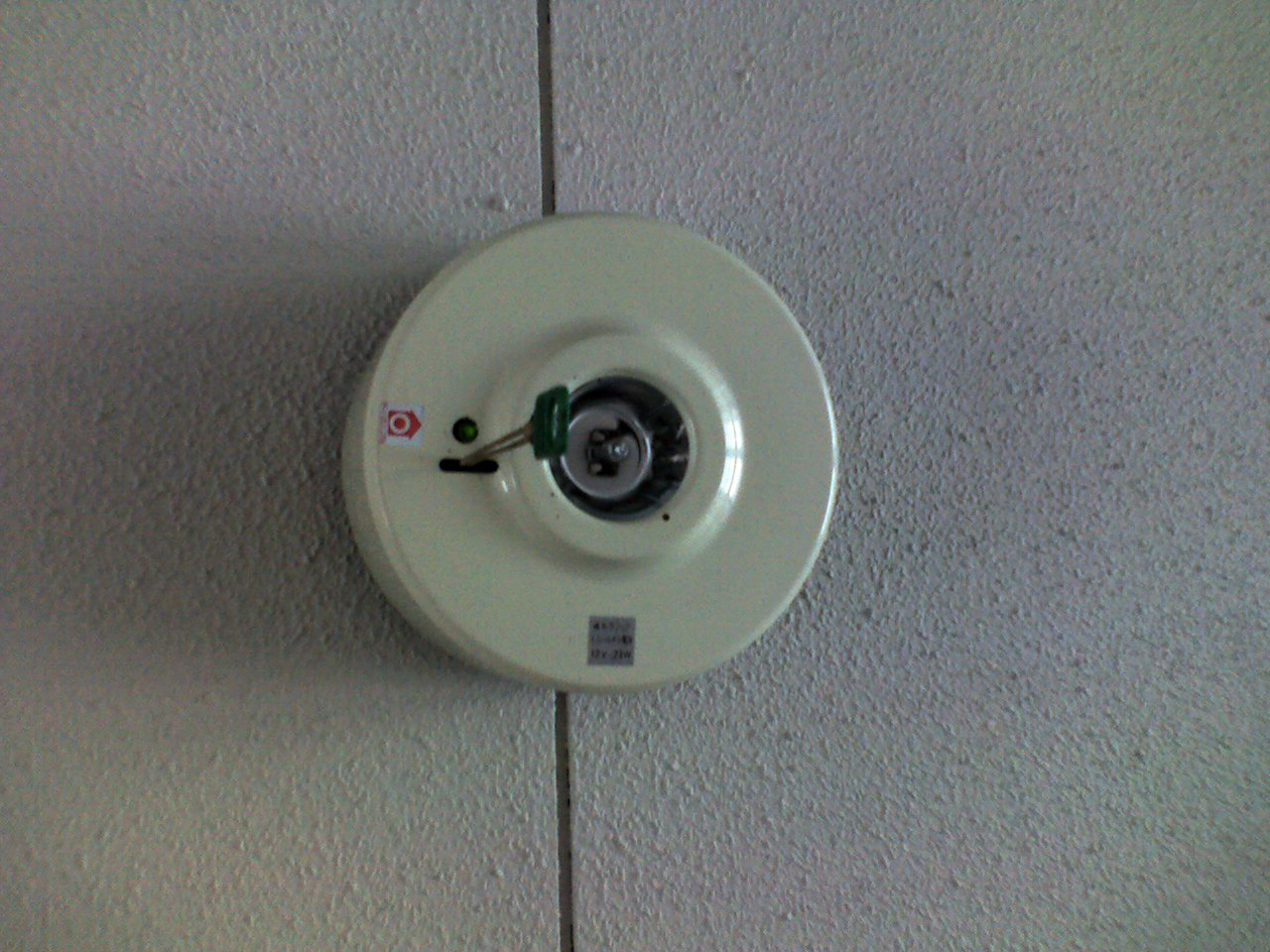
非常灯

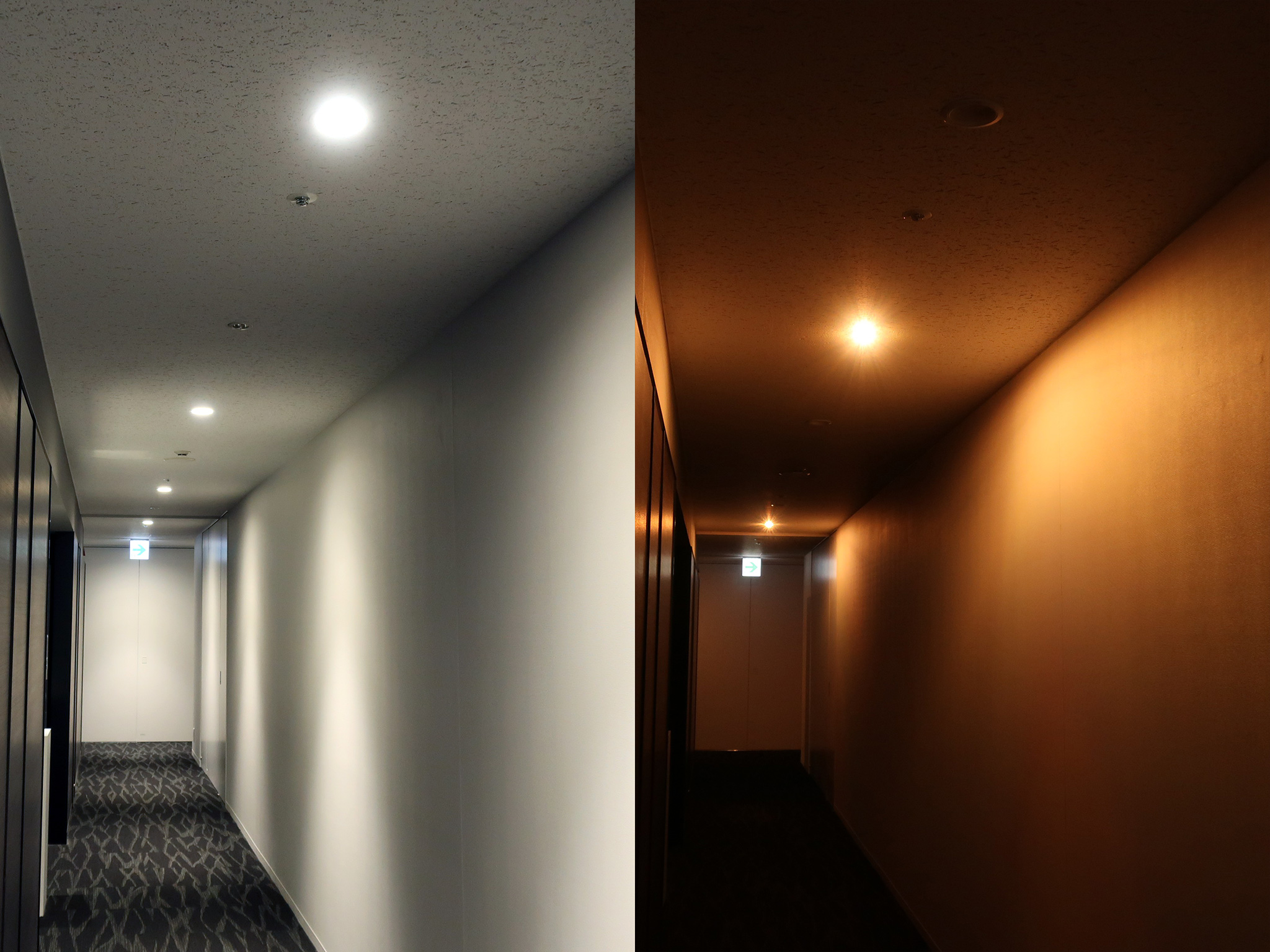
ビルの通路における通常の電灯と非常灯

非常灯（ひじょうとう）とは、火災に伴って生じる停電の際に消防隊の救助作業時の照明確保を目的として設置される防災照明器具。
なお、初期段階の避難誘導を目的とする防災照明器具である誘導灯とは設置目的や耐熱性能が異なる。

## 構造
点灯の形態により、専用型、組込型、併用型の3種類に分けられる。専用型は平時には消灯しており、停電時のみ点灯する。組込型は平時用と非常時用の2つの光源がある。併用型は、1つの光源が、平時には通常電源で、停電時には蓄電池によって点灯する。
蓄電池を内蔵しており（一部は外付けのものもある）、通電時は充電し、停電時に自動的に切り替わって点灯するようになっている。

## 日本
日本では非常灯（非常用照明器具）は建築基準法に定められている。
建築基準法で設置義務が課せられているのは、劇場・病院・ホテル・博物館・百貨店などの特殊建築物、階数が3階以上で延床面積が500平方メートルを超える建築物、延床面積が1,000平方メートルを超える建築物や無窓の居室を有する建築物である。
誘導灯とは異なり非常灯には耐熱性の基準がある。従来の基準では、140度の周囲温度に30分間以上耐え、30分間非常点灯させた状態で床面1ルクス（蛍光灯は2ルクス）以上の照度を保つ必要があるとなっていたが、2014年までの基準改正で70度の周囲温度に30分間以上耐えることとなった。この基準緩和により、非常灯へのLED照明の使用が可能となり、電池容量も小さくできた。長時間対応型では60分耐えられる。

蓄電池の寿命は4年から6年程度のため、定期的に交換する必要があり、非常灯の蓄電池は定期点検が義務付けられている。
日本の非常灯には点検スイッチが取り付けられており、スイッチを入れると停電時と同じ状態となるため、正常に動作するか点検が可能である。スイッチは紐を引っ張る形式のものが多い。
なお、誘導灯は消防法に定められている。建築基準法、消防法の規定を満たしている器具は、非常灯と階段通路誘導灯との兼用が可能である。

## 欧州
欧州では2008年9月26日に新電池指令（2006/66/EEC）が施行され一定基準以上の水銀やカドミウムを含有する電池や携帯用電池が販売禁止となったが、非常灯を含む緊急時対応および警報システムは除外されている。